# سامانه مدیریت محتوا
سیستم مدیریت محتوا (به انگلیسی: Content management system)، یک برنامه رایانه‌ای است که امکان انتشار، ویرایش و مدیریت محتوا، سازماندهی، حذف و همچنین نگهداری از طریق یک رابط مرکزی فراهم می‌کند. 

## سیستم مدیریت محتوا
یک سیستم مدیریت محتوا از دو عنصر تشکیل شده‌است:
- نرم‌افزار مدیریت محتوا (CMS) که به مدیر محتوا یا نویسنده، که ممکن است دانش لازم در مورد زبان نشانه گزاری (HTML) را نداشته باشد، اجازه می‌دهد تا ایجاد، ویرایش و حذف محتوای یک وب سایت را بدون نیاز به تخصص یک وب‌مستر، مدیریت کند.[۴][۵]
- نرم‌افزار تحویل محتوا (CDA) که با تفسیر و استفاده از آن اطلاعات وبگاه را بروز رسانی شود. [۶][۷]

سامانه مدیریت محتوای وب یک سیستم مدیریت محتوا (سیستم مدیریت محتوای وب) یک نرم‌افزار همراه یا مستقل برای ایجاد، گسترش، مدیریت و ذخیره محتوا در صفحات وب است. محتوای وب سایت شامل متن، گرافیک، عکس، ویدئو، صدا و کد است که برای نمایش محتوا یا تعامل با کاربر استفاده می‌شود. مدیریت محتوا نقش زیادی در تجارت امروز دارد و پایه و اساس وبلاگ نویسی، انتشار مقالات، اخبار، توضیحات محصولات و … در وب سایت است.
وردپرس یکی از این سامانه های مدیریت محتوای وب می باشد که از محبوبیت بسیار بالایی نیز برخوردار است و هر روز که می گذرد بر تعداد کاربران این پلتفرم افزوده می شود. نمونه های دیگری هم از سامانه های مدیریت محتوای وب وجود دارند، به عنوان مثال می توان دروپال، جوملا، اوپن کارت، پرستا شاپ،الوند و... .

## تاریخچه
سامانه‌های مدیریت محتوا به صورت متن‌باز از سال ۱۹۹۰ پدیدار شدند. از مهم‌ترین سامانه‌های متن باز دنیا جوملا، وردپرس، پرستاشاپ و دروپال می‌توان اشاره کرد. شما می‌توانید به راحتی یکی از سامانه‌های متن باز را روی فضای مجازی آپلود کرده و اقدام به طراحی سایت کنید. 